# 스쿨데이즈 (비디오 게임)
《스쿨데이즈》(スクールデイズ, School Days)는 일본의 오버플로우사에서 발매한 풀 애니메이션 형식의 성인용 어드벤처 게임으로서 DVD-ROM 듀얼 레이어 형식 1장으로 출시되었다. 원작의 폭발적 인기에 힘입어 제작된 TV 애니메이션은 2007년 7월 3일부터 약 2개월에 거쳐 일본내에서 방영되었다. 또한 원작 PC판을 일반 DVD 플레이어에서 플레이 할 수 있도록 제작한 DVD-PG판이 2007년 9월 28일 출시되었으며, 가정용 게임기로의 이식도 진행되어 School Days L×H(스쿨데이즈 엘 앤드 에이치, Love and Hate)라는 타이틀로 겅호 웍스 로부터 2008년 1월 17일에 발매되었다. 또, 2010년 10월 8일 스쿨데이즈를 화질을 높이고 추가 에피소드와 엔딩을 덧붙여 스쿨데이즈 HQ(하이퀄리티)가 발매되었다.
참고로, 본 게임의 어나더 스토리로 섬머데이즈(SummerDays), 크로스데이즈(Cross Days)가 있다.

## 개요
주인공 마코토와 메인 히로인인 세카이와 코토노하를 중심으로 이야기가 진행되는 스쿨데이즈는 8GB를 육박하는 인스톨 용량에 무려 게임 안의 애니메이션 분량이 일반적인 TV 애니메이션 70화 분량이라는 압도적인 볼륨을 자랑한다.
게임 진행 방식은 애니메이션을 감상하다가 1~2개의 선택지가 뜨면 일정 시간 안에 그 중 하나를 선택(일정 시간 안에 아무것도 선택하지 않는 것도 하나의 선택지로 취급)하면 세카이나 코토노하의 호감도가 증감하면서 그에 따른 분기된 애니메이션이 진행되는 방식이다.
발매전부터 삼각관계를 주로한 시나리오라고 생각되었지만 발매후 밝혀진 실체는 이 예상을 크게 뛰어넘는 충격적이며 다양한 결말로 이어지는 시나리오였으며 이 점은 역으로 이 게임이 크게 히트할 수 있도록 하기도 했다. 공략이 가능한 히로인은 메인 히로인 2명에 그 밖에 등장 히로인 2명을 포함하여 총 4명의 캐릭터가 공략 가능하다.
일부 게이머들은 게임 진행에 따라 등장 히로인중 1명인 키요우라 세츠나가 몇몇 엔딩이후 후일담 형식으로 등장하기 때문에 공략 히로인으로 분류 하기도 한다. 또한 베드 엔딩에서 일반적인 순애계열 게임에선 볼 수 없었던 잔혹한 묘사가 그려지고 있기 때문에 이로 인해 일부 게이머들 사이에선 고어데이즈(Gore Days)라고 불리기도 한다. 참고로 일본의 미소녀 성인 게임 잡지 테크자이안에서 실시한 2005년 상반기 에로게 랭킹에서 종합순위 1위를 차지한 바 있다.

## 엔딩
별도의 표기가 없을 시 게임 이외의 매체판을 제외한 대부분 엔딩은 PC판·PS2판 공통. PC판 내지 PS2판에만 존재하는 경우, 기타 세부적인 차이점에 대해선 별도 표기한다.

### 굿 엔딩

#### 세카이
솔직한 기분으로(素直な気持ちで)
코토노하를 선택한 마코토를 보는 세카이의 마음은 한없이 슬프기만 하다. 하지만 칸로지 나나미와 쿠로다 히카리가 마코토에게 '너는 세카이를 좋아한다' 이렇게 각성시킨다. 하지만 역에서는 세카이가 코토노하에게 간 마코토를 생각하며 울고있었으나 마코토가 역에 나타나 세카이를 끌어안는다.
세츠나의 마음(刹那の思い)
세츠나와 마코토는 세카이의 파리행을 단념 시키고자 결국 마코토의 방에서 관계를 가지는 연기를 한다. 세츠나는 이 과정을 핸드폰을 통해 세카이에게 상황 전달하게 되고 결국 참지 못한 세카이는 기숙사에게 들어가서라도 일본에 남겠다고 한다. 결국 세카이 대신에 세츠나가 파리로 가게 되고 마코토와 세카이는 행복한 결말을 맞는다. PS2판의 경우엔 관계를 가지는 연기의 수준이 키스 정도까지로 수정되었다.
바바로아(ババロア)
코토노하가 보여준 휴대전화 사진을 보고 방에 틀어박혀 울고만 있는 세카이의 집에 마코토가 찾아온다. 하지만 세카이는 문 밖에서 용서를 구하는 마코토에게 돌아가라고 외치고 용서하지 않는다. 잠시 후 세카이의 어머니가 바바로아(디저트용 크림과자)를 사오고 세카이는 어머니와 바바로아를 나누어 먹으며 이야기를 나누던중 세카이의 어머니가 밖에 남자친구에게도 가져다주라는 말에 아직까지 마코토가 용서해주길 기다리고 있음을 알고 놀란다. 바깥의 마코토에게 다시 말을 걸기를 머뭇거리는 세카이에게 세카이의 어머니는 용기를 주고 세카이는 문을 열고 뛰쳐나가 마코토의 품에 안긴다. 마코토는 품안의 세카이에게 다시는 놓지 않겠다며 꼭 안는다.
정말 좋아해(だいすき)
코토노하와의 휴게소에서의 일을 마코토에게 책망하는 세카이. 그 후 교사 현관 앞에서 코토노하와의 대화로 인해 정신적 충격을 이기지 못한 세카이는 결국 그대로 조퇴하게 된다. 그 날밤 마코토의 집에선 여전히 코토노하가 마코토와의 육체적 접촉에 집착하려 했으나 눈이 뜨인 마코토는 코토노하에게 결별을 선언한다. 그 다음 날 세츠나의 협력하에 전차 플랫폼에서 마코토와 세카이는 화해에 성공하고 다시 한번 사랑을 확인하게 된다.
생각은 맺어지고(思い結んで)
새 옷을 샀는데 마코토에게 맨 처음 보여주겠다고 집으로 오라는 세카이. 그리고 집 앞에서 기다리겠다는 코토노하의 휴대전화 메일. 방과후 계속 고민하고 있던 마코토는 자신 나름대로의 결착을 내기로 하기 하고 시간이 지나 세카이 집앞에서 세카이와 세츠나가 마코토를 기다리나 밖은 벌써 어두워져있었다. 세츠나는 세카이에게 마코토가 코토노하를 선택한다면 포기하라고 하지만 세카이는 그동안 마코토를 믿어주지 못해 후회스럽지만 마코토를 포기할 수는 없다며 울먹인다. 그러던 중 세카이 집근처에서 망설이던 마코토를 세츠나가 발견해 끌고오게 되고 마코토를 보고 놀란 세카이에게 마코토는 자신의 마음을 밝힌다. 그리고 서로를 품에 안으며 이어지는 마음. 시간이 흘러 여름 바닷가에서 앞으로 마코토와의 추억을 많이 남기겠다며 세카이는 자신과 마코토의 수영복 모습을 휴대전화 카메라에 담는다.

#### 코토노하
크리스마스 이브(クリスマス・イブ)
코토노하와 마코토의 사랑이 점점 깊어질수록 세카이의 마음은 초조해져만 간다. 어느날 코토노하는 마코토에게 크리스마스 이브날 호텔에 함께 가자며 말하고, 마코토도 승낙한다. 크리스마스 이브날, 학교에서는 칸로지 나나미와 쿠로다 히카리가 마코토에게 '너는 세카이를 좋아한다'이렇게 각성시키고 세카이와 사랑을 하라고 하니까 마코토는 어쩌할 줄 몰라한다. 저녁, 마코토는 코토노하가 있는 호텔로 향해 가고, 코토노하와 마코토는 서로 키스를 한다.
그리고 코토노하와(そして言葉と)
새 옷을 샀는데 마코토에게 맨 처음 보여주겠다고 집으로 오라는 세카이. 그리고 집 앞에서 기다리겠다는 코토노하의 휴대전화 메일. 코토노하는 마코토의 집으로 가는 도중 사와나가-히 만난커플 마코토를 만나러 간다는 코토노하의 말에 사와나가는 마코토는 세카이랑 약속이 있다고했다며 만약 마코토가 코토노하를 선택하지 않는다면 포기해달라는 이야기를 한다. 알았다고 대답하는 코토노하. 그러나 마코토의 맨션 앞에서 기다리던 코토노하 앞에 마코토가 나타난다. 다음날 아침 침대에서 깨어난 두 사람. 집에서 걱정하지 않겠냐는 주인공의 말에 더 기쁜 일이 있으니까 괜찮다고 말하는 코토노하. 무슨 일이냐고 묻는 주인공에게 진짜 연인이 되었으니까라고 말한다. 그때 동생인 코코로에게서 전화가 오고 코토노하에게 전화기를 건네주던 주인공은 실수로 화상통화 버튼을 누르고 코코로에게 코토노하의 벗은 모습이 들통나버린다. PS2판의 경우엔 기본적으로 스탭롤전 마코토와 코토노하가 관계를 가지는 장면이 삭제되었다. 대신 둘이서 이야기하다 잠들었다는 설정으로 바뀌었으며 일어난 직후 코토노하는 속옷을 입은 모습이다. 그리고 코코로에게 들통날 때의 모습도 옷입은 마코토와 침대위에서 이불로 몸을 가린 코토노하의 모습이 되어있다.
육욕(肉欲)(PC판)/잘못된 윤무곡(違えた輪舞曲)(PS2판)
옥상(경유 루트에 따라 목격 장소는 달라진다.)에서의 세카이와 마코토의 키스장면을 보고 둘의 사이를 알고 충격을 받은 코토노하. 다음 날 아침 마코토에게 방과후에 만날 약속을 하지만 세카이의 한 마디에 마코토는 그 약속을 져버린다. 하지만 그날 밤 늦게 집에 돌아온 마코토는 집 앞에 있는 코토노하를 보고 놀라고. 잠시 이야기를 하기 위해 집안에 들어온 코토노하는 몸으로 마코토를 유혹한다. 마코토가 정신이 없는 사이 코토노하는 그 장면을 휴대전화에 찍고 마코토는 놀라 더 이상의 행위를 중단한다. 자신을 거부하는 마코토에게 코토노하는 세카이가 포기하면 자신만을 봐달라며 약속하기를 강요한다. 어쩔 수 없이 응한 마코토. 다음날 체육시간 코토노하는 세카이에게 어제 찍은 휴대전화 사진을 보여주며 포기하기를 요구하고 세카이는 충격에 조퇴를 해버린다. 하교길 전차안에서 세카이가 조퇴한 이유를 캐물은 마코토는 세카이가 포기한 이유를 알게 되지만 결국 코토노하의 집착에 더 이상 어쩌지 못한 채 그대로 코토노하와 육체적 사랑에 빠지게 된다. 이것이 연애인가...를 생각하면서.
그녀만의 그(彼女だけの彼)
기본적으로〈그녀만의 그〉,〈그리고 코토노하에게〉,〈키스는 처음부터〉,〈그리고 퍼스트 키스로부터 시작된다〉는 자잘한 수준의 내용 차이는 있지만 전체적인 내용은 동일하다. 다만, 본 엔딩의 경우 세카이가 자신의 눈앞에서 마코토가 코토노하로부터 오는 전화를 수신거부 시키도록 하는등 세카이와 코토노하의 대치 상황이 제일 많이 그려진다.
그리고 코토노하에게(そして言葉へ)
키스는 처음부터(キスから先へ)
그리고 퍼스트 키스로부터 시작된다(そしてファーストキスからはじまる)
부엌에서 온갖 소동을 일으키며 다음날 도시락을 준비하는 코토노하. 그러나 점심때 도시락을 들고 가는 코토노하를 오토메 패거리가 방해하고 도시락을 엎어버린다. 도시락을 치우라고 강요하는 오토메 패거리 때문에 늦게 옥상에 올라온 코토노하. 마코토는 늦게 올라와 자책하는 코토노하를 위로하며 대신 빵을 사오겠다고 학생 식당에 갔다가 오토메 패거리가 자랑스레 코토노하를 괴롭힌 일을 떠드는 것을 엿듣게 된다. 마코토는 상황을 알아채고 옥상에 올라가 내일도 같이 점심을 먹자며 도시락 교환을 하자고 한다. 다음날 아침 오토메 패거리가 괴롭힌 것을 세카이가 요청해서 그랬다고 생각한 마코토는 나나미와 세카이를 불러 코토노하를 더 이상 괴롭히지 말라고 화를 낸다. 영문을 몰라하는 세카이. 점심시간, 다시 코토노하를 괴롭히는 오토메 패거리. 코토노하를 한 대 때리려는 순간 마코토가 나타나 저지한다. 4반의 일이라며 3반 학생은 관계 없다는 오토메 패거리에게 마코토는 코토노하가 자신의 연인이기 때문에 관계가 있다며 오토메에게 더 이상 코토노하를 건들지 말라고 부탁한다. 코토노하를 데리고 나온 마코토 앞에 나나미로부터 사정을 들은 세카이가 울며 사과하지만 냉랭해진 마코토는 세카이를 무시한다. 옥상에서 점심을 먹는 마코토와 코토노하. 그러나 코토노하의 도시락은 맛이 없었고 미안해하는 코토노하에게 아직 우리한테 시간은 많이 있다며 차츰 좋아지면 된다고 격려해준다. 식사중 음식으로 간접 키스 했다며 발그레한 코토노하에게 마코토는 이제 우린 연인이니까...라고 하며 키스해준다.

#### 히카리
PC판에만 해당 PS2판은 히카리 관련 엔딩이 존재하지 않는다.
섹스 프랜드(セックスフレンド)
마코토는 다이스케의 독촉에 못이겨 다이스케와 코토노하의 앞에서 히카리와 관계를 갖는다. 어쩔 수 없는 상황에 히카리의 처녀는 마코토가 가지게 된다. 질내사정을 하고 난 다음 히카리는 이어서 타이스케와 관계를 갖지만 타이스케는 히카리와 관계후 곧바로 코토노하와 관계를 갖는다. 전혀 배려하는 마음도 없이 코토노하에 열중하는 타이스케에게 실망한 히카리에게 마코토는 언제든 위로해 주겠다고 한다. 그러자 히카리는 바로 마코토에게 해변에서의 관계를 요구한다. 이후 세카이에게는 비밀로 한 채 히카리는 매일 같이 마코토의 집에 찾아와서 관계를 갖는다. 그러던 중 우리도 애인이 아니냐는 히카리의 말에 우리는 섹스 프랜드일 뿐이라고 답한다. 그러던 어느날 히카리는 병원에 간다면서 갔다온 다음에 깜짝 놀랄 일이 있다고 말하지만 마코토는 무슨 말인지 못알아듣는다. 엔딩곡 이후, 아기를 안고 웃고 있는 히카리와 낭패한 표정의 마코토, 좌절한 세카이를 찍은 휴대전화 사진이 보인다.
모두의 마코토(みんなの誠)
마코토는 타이스케의 독촉에 못이겨 타이스케와 코토노하의 앞에서 히카리와 관계를 갖는다. 어쩔 수 없는 상황에 히카리의 처녀는 마코토가 가지게 된다. 질외사정을 하고 난 다음 히카리는 이어서 타이스케와 관계를 갖지만 타이스케는 히카리와 관계 후 곧바로 코토노하와 관계를 갖는다. 전혀 배려하는 마음도 없이 코토노하에 열중하는 타이스케에게 실망한 히카리에게 마코토는 언제든 위로해 주겠다고 한다. 그러자 히카리는 바로 마코토에게 해변에서의 관계를 요구한다. 이후 세카이에게는 비밀로 한 채 히카리는 매일 같이 마코토의 집에 찾아와서 관계를 갖는다. 마코토의 테크닉에 반한 히카리는 마코토의 전담매니저임을 자청하며 학교 여학생들을 매일 같이 마코토에게 소개시켜 준다. 마코토는 이런 일을 그만두고 싶지만 그동안 찍은 사진을 세카이에게 알려버리겠다는 히카리의 말에 조용히 따를 수밖에 없게 된다.

#### 오토메
한결같은 생각은 보답받으며(一途な思いは報われて)
세카이와 코토노하 사이에서 고심하던 마코토는 갑작스런 오토메의 고백에 오랜기간 자신을 좋아하고 주위에 있었던 오토메가 진정한 사랑이라고 깨닫는다. 그러고는 오토메의 부탁에 따라 그 날 저녁 해안가에서 기다리던 오토메를 찾아간다. 그리고 마코토의 집에서 오토메와의 첫사랑을 나누게 된다. 그 다음부터 학교에서의 공인 커플이 된 마코토와 오토메. 그러나 둘 사이에는 학교에서 매일같이 싸움이 나고 주위 사람들은 둘이 헤어지는 것 아닌가라고 걱정하지만 나츠미는 그렇지 않다며 어제 휴대전화으로 몰래 찍은 마코토와 오토메의 포옹 사진을 아이들과 돌려본다. PS2판의 경우엔 마코토의 집에서 오토메와의 첫 사랑을 나누는 장면이 삭제되었다.

### 배드 엔딩
선혈의 결말(鮮血の結末)
아침 전차와 학교에서 마코토에게로의 접근이 나나미와 히카리에 의해 저지된 코토노하는 마코토의 집앞에서 마코토를 기다리다 마코토 어머니의 권유로 집안에서 기다리게 된다. 그러던 중 집에 마코토와 세카이가 들어와서 이미 집안에 들어와있던 코토노하는 의식하지 못한 채 마코토의 방에서 육체적인 관계를 맺게 되고 코토노하는 그 둘의 신음소리에 귀를 막으며 괴로워 한다. 그 후 마코토의 집에서 우연히 발견한 집열쇠를 통해 마코토의 집에 숨어 들어 마코토와 세카이의 애정 행위를 들으며 괴로워 하는 나날을 반복해 가고 점점 더 심해지는 교실에서의 집단 따돌림을 받으며 코토노하의 정신은 점차점차 마모되어 간다. 그러던 어느 날 여느 때처럼 마코토의 집에 숨어 들어 베란다에서 그 둘의 신음소리를 듣고 있던 코토노하의 시선에 베란다 귀퉁이에 있던 어떤 물건이 눈에 띄게 된다. 순간 광기에 가득찬 눈동자로 미친듯이 웃고마는 코토노하. 그 뒤 시간이 흘러 겨울 어느날. 사이좋게 마코토와 세카이는 역을 나와 육교를 걷던 중 코토노하와 마주친다. 망설이고 서있던 마코토와 세카이. 침묵을 끊으려는 듯 대화를 꺼내려던 세카이의 앞으로 코토노하는 천천히 접근하며 가방에서 무언가를 꺼내 세카이 목 근처까지 놓은 뒤 이렇게 말한다. "죽어버려.(死んじゃえ)", 그리고 목에 그어지는 톱. 그 뒤 세카이의 목에 피가 솟구치며 쓰러지게 되고 피의 바다에 파묻힌 그녀의 눈동자에 생기가 사라져 가고 있는 동안 세카이는 마지막으로 마코토의 이름을 부르고 만다. PS2판의 경우엔 마코토와 세카이가 육체적 관계를 맺는 장면들이 모두 키스하거나 손을 잡거나 마코토의 방에서 세카이와 둘이 있는 등의 표현으로 바뀌었다. 또한 목에 톱이 그어진 이후 피가 솟구치는 장면이 수정되어 출혈없이 그냥 지면에 쓰러지며 죽어가는 것으로 바뀌었다.
차가운 머플러(冷たいマフラー) (PS2판 오리지널)
PS2판에서〈선혈의 결말〉엔딩의 또다른 패턴. 기본적으로 PS2판〈선혈의 결말〉엔딩의 수정점은 반영된 상태이다. 코토노하의 톱에 목이 그어지고 지면에 쓰러지는 세카이. 갑작스런 사태에 아무 동작도 취하지 못하고 있는 마코토에게 코토노하는 톱을 그에게 내밀며 마코토의 베란다에 있던걸 멋대로 가져가 미안하다고 한다. 순간 공포에 질린 마코토가 팔을 휘두르면서 코토노하의 손에서 톱이 빠져나가 다리밑으로 떨어지게 되고 그 반동으로 코토노하의 손에는 상처가 난다.
그 뒤에 나나미 일행의 소리에 겨우 사태를 파악한 마코토는 지면에 쓰러진 세카이를 보고되고 순간 그의 목에 머플러가 감겨온다. 마코토는 겁에 질려하면서도 자신에게 목도리를 감아주는 코토노하의 손을 붙잡고, '코토노하'라고 말한 순간 눈동자에 생기가 돌아온 코토노하는 마코토에게 몸을 기대어 쓰러지며 오열하기 시작한다.
영원히(永遠に)
코토노하와의 휴게소에서의 일을 마코토에게 책망하는 세카이. 그 후 교사 현관 앞에서 코토노하와의 대화로 인해 정신적 충격을 이기지 못한 세카이는 결국 그대로 조퇴하게 된다. 그 날밤 마코토의 집에선 여전히 코토노하가 마코토와의 육체적 접촉에 열중하고 있었으나 강하게 거부하지 못한 마코토. 결국 모든 일을 끝내고서야 마코토는 세카이와의 화해 여부와 상관없이 너를 선택하지 않겠다고 선언하고 만다. 그 다음 날 세츠나의 협력하에 화해에 성공하고 마코토와 세카이가 도착한 마코토의 집 앞에는 코토노하가 서 있었다. 당신 없이는 살아갈 수 없다는 말에도 상관없이 뒤돌아 아래로 내려온 둘의 뒤에서 갑자기 들린 휴대전화 깨지는 소리. 그러고 나서 뒤돌아 본 순간 나타난 건 절망에 가득찬 미소와 함께 지면으로 떨어지던 코토노하... 이 사건 뒤 마코토와 세카이는 서로를 볼 때마다 코토노하가 생각나게 되어 결국 헤어지고 만다. 이후 1년마다 찾아가는 코토노하의 묘지만이 서로간의 존재를 확인할 수 있는 유일한 공간이 되고 만다. PS2판의 경우 코토노하가 지면에 떨어진 순간의 유혈장면이 삭제되었다.
푸른 미소(青い微笑) (PS2판 오리지널)
PS2판에서〈영원히〉엔딩의 또다른 패턴. 〈영원히〉엔딩과는 달리 몇 년 후 찾아간 묘지에서 세카이와 재회하게 된다. 코토노하와의 일이 있은 뒤 마코토와 세카이는 서로를 볼 때마다 코토노하가 생각나게 되어 결국 헤어지고 만다. 그리고 몇 년 뒤 코토노하의 묘지. 마코토는 세카이와 헤이진 일, 어머니를 도와 간호사일을 하고 있는 자신을 생각하다 문득 묘비앞에 세카이의 꽃이 놓여져있던것을 깨닫는다. 그 순간 마코토의 눈앞에는 물을 길어오던 세카이의 모습이... 세카이는 한번 결혼했었지만 금방 이혼했고, 그리고 아이도 있었지만 유산했다는 등의 이야기를 나누는 등 마코토와 서로에 대해 이야기하고 안부를 묻는다. 그렇게 덧없는 대화 후 세카이는 오늘은 일기예보와는 다르게 날씨가 맑았다고 하면서 쓸쓸히 발걸음을 옮기고 만다.
나의 아이에게(我が子へ)
마코토와 세카이가 애정을 나누기 위해 마코토의 집으로 왔는데, 그곳에는 이미 코토노하가 먼저 와있는 상태. 마코토의 방에서 몸을 겹치던 둘앞에 갑자기 나타난 코토노하, 그녀는 세카이는 아랑곳 않고 태연히 마코토와 몸을 겹치고 비상식적 상황에 경악하면서도 세카이도 지지 않고 마코토와 몸을 겹친다. 다음날 점심, 오전 교실에서 코토노하와 함께 셋이서 하자는 말에 반발하면서도 찾아간 옥상. 이미 코토노하와 마코토가 먼저 몸을 겹치고 있었고 세카이가 오자 코토노하는 마코토에게 누구 먼저 넣고 싶은지를 묻는다. 코토노하를 선택하는 마코토. 마코토와 코토노하를 보며 이런 비상식적 상황을 견딜 수 없던 세카이는 현장을 뛰쳐나가고... 그 뒤 어느 날 마코토의 집에 코토노하가 찾아와서 애정을 나누던 중 코토노하는 마코토에게 이 순간만 자신만을 위한 말을 속삭여 주길 원하고 이에 마코토는 코토노하만을 사랑하고 세카이는 멸시하는 듯이 말하지만 그 자리엔 마코토의 집에 찾아온 세카이가 있었고 그 일 이후 세카이는 학교를 그만두게 된다. 그리고 시간이 지나서 임신한 코토노하와 저녁 바닷가를 바라보던 마코토. 코토노하를 먼저 보낸뒤 세카이를 생각하며 바다를 바라보던 마코토는 갑자기 등 뒤에서 무언가에 찔리는 감촉을 느끼고 만다. 뒤돌아 본 그곳에는 배가 불룩한 채 식칼을 들고있던 세카이가 있었다. 원망의 말을 퍼붓는 세카이에게 온화한 표정으로 세카이를 그동안 쭉 걱정해 왔으며 아이를 낳아줄 거냐고 묻는 마코토를 보며 자신이 한 행위를 깨달은 세카이는 공포에 질려 도망가게 되고 배에서 피를 흘려가며 코토노하가 기다리는 집으로 돌아가던 마코토는 결국 자신은 세카이를 사랑했었다고 생각하며 의식을 잃어가고 만다. PS2판의 경우엔 화면상으로 보이는 애정 행위 수준이 키스나 꽉 안는정도까지만 표현되었다. 그리고 저녁 바닷가 장면에서 코토노하의 임신 사실은 그대로 표현되었지만, 마코토가 세카이에게 찔리는 장면에서 직접적으로 식칼을 든 모습이 표현되지 않고 아이에 대한 대화는 생략되었다. PC판과 달리 마코토의 배주변은 화면상에 나타나지 않지만 마코토에 입에서 나오는 피와 해변의 발자국에 흘려진 피자국, 마코토가 몸을 끌고 가는 동안 벽에 묻어진 핏자국으로 인해 간접적으로 마코토가 처한 상황을 알 수 있다.
정화(灯火) (PS2판 오리지널)
마코토와 세카이가 맺어진 뒤 새 학기. 즐거운 듯이 이야기를 하며 전차홈에서 전차를 기다리던 둘앞에 코토노하가 나타난다. 마코토를 정말 좋아하며 여전히 포기할 수 없다는 코토노하에게 이제는 폐가 된다며 강경하게 코토노하를 뿌리치며 자리를 뜨기 시작하는 마코토. 그러자 코토노하는 바로 근처에 있던 세카이에게 다가가 원망하기 시작하는데, 그러던 중 세카이가 전차홈에서 떨어지고 만다. 급히 선로로 내려가 세카이를 구하는 마코토. 전차홈으로 올라간 세카이는 마코토를 선로에서 끌어올리려 손을 내밀지만 그 순간 전차가 마코토가 떨어져있는 선로로 다가오고 만다.
일그러진 머리칼(歪んだ髪) (PS2판 오리지널)
마코토와 코토노하가 점심을 먹은 뒤 방과 후 전차 선로에서 마코토와 코토노하는 유명한 케이크집에 가기로 하며 즐겁게 이야기를 나눈다. 그러던 중 마코토에게 휴대전화 메일이 도착하여 휴대전화를 확인하는 사이에 휴대전화를 손에 든 세카이가 갑자기 난입하여 코토노하를 밀쳐 선로로 떨어트리려 한다. 놀란 마코토가 급히 뛰어들어 선로에 떨어지기 직전에 코토노하를 붙잡는 순간 옆에 있던 세카이가 튕겨나가 휴대전화를 선로에 떨어지고 세카이도 선로에 떨어지기 직전 상태까지 전차홈에 몸이 걸리게 된다. 세카이가 선로에 떨어진 휴대전화를 잡으려 손을 내미는 동안 마코토는 코토노하를 전차홈에 끌어올리고 있었는데 순간 세카이의 눈앞에는 전차가 접근해오고 있었다. 그 순간 코토노하는 세카이의 머리칼을 붙잡게 되고 마코토가 코토노하를 전차홈으로 끌어올린 순간 코토노하의 손이 놓여지며 그 반동으로 선로에 떨어지는 세카이. 하지만 세카이의 바로 눈앞에 전차는 오고있었다.
암초(暗礁) (PS2판 오리지널)
정월이 되어 마코토와 세카이는 히카리, 나나미의 초대로 함께 신사로 향하게 된다. 여러 가지 잡담을 하며 거리를 걷는 4인. 그러던 중 거리의 가판에 있는 TV에서 역선로에서 심하게 훼손된 사체가 발견되었다는 뉴스가 나오는데 그 피해자는 다름 아닌 카츠라 코토노하였다. 나나미는 뉴스를 보고 세카이에게 말을 걸지만 세카이는 의미심장한 미소를 지으며 마코토에게 신사로 가는길을 재촉하는데...
악의 없는 석양(無邪気な夕日) (PS2판 오리지널)
마코토와 코토노하가 점심을 먹은 뒤 방과 후 전차 선로에서 마코토와 코토노하는 유명한 케이크집에 가기로 하며 즐겁게 이야기를 나눈다. 그러던 중 마코토에게 휴대전화 메일이 도착하여 휴대전화를 확인하는 사이에 휴대전화를 손에 든 세카이가 갑자기 난입하여 코토노하를 밀쳐 선로로 떨어트리려 한다. 놀란 마코토가 급히 뛰어들어 선로에 떨어지기 직전에 코토노하를 붙잡는 순간 옆에 있던 세카이가 튕겨나가 휴대전화는 선로에 떨어지고 세카이도 선로에 떨어지기 직전 상태까지 전차홈에 몸이 걸리게 된다. 세카이가 선로에 떨어진 휴대전화를 잡으려 손을 내미는 동안 마코토는 코토노하를 전차홈에 끌어올리려 했지만 순간 세카이의 바로 눈앞에 전차는 오고 있었고 마코토는 홀로 그 광경을 그저 지켜볼 수밖에 없었다.
역살(轢殺) (HQ판 오리지널)
세카이는 마코토에게 전화를 걸어 아기의 상태를 보기 위해 같이 산부인과에 가자고 하지만 뱃속의 아기가 사와나가의 아이가 아니냐며 자기는 가지 않겠다고 한다. 세카이는 코토노하 때문이라고 화를 내지만 마코토는 아니라고 하며 전화를 끊는다. 다음 날 플랫폼에서 사이좋게 서서 세카이에게 사과해야겠다는 이야기를 하고 있던 마코토와 코토노하. 역을 정차하지 않는 급행열차가 지나친다는 신호에 위험하다며 마코토가 코토노하의 손을 끌어당기는 순간 뒤에서 접근한 세카이가 등을 떠밀고 마코토의 손에는 잘려진 코토노하의 손만이 남는다. 사악한 웃음을 짓는 세카이의 얼굴과 절망하는 마코토의 모습. 엔딩 크레딧이 올라간 이후에 나타나는 전철 안내판에는 인사사고로 인해 열차지연이 있음을 알리는 안내가 흐른다.

### 하렘 엔딩
두명의 연인(二人の恋人)
마코토와 세카이가 애정을 나누기 위해 마코토의 집으로 왔는데, 그곳에는 이미 코토노하가 먼저 와있는 상태. 마코토의 방에서 몸을 겹치던 둘앞에 갑자기 나타난 코토노하, 그녀는 세카이가 아랑곳 않고 태연히 마코토와 몸을 겹치고 비상식적 상황에 경악하면서도 세카이도 지지 않고 마코토와 몸을 겹친다. 다음날 점심, 오전 교실에서 코토노하와 함께 셋이서 하자는 말에 반발하면서도 찾아간 옥상. 이미 코토노하와 마코토가 먼저 몸을 겹치고 있었고 세카이가 오자 코토노하는 마코토에게 누구 먼저 넣고 싶은지를 묻는다. 세카이를 선택하는 마코토. 마코토와 몸을 겹치던 세카이는 코토노하와 자신을 공평히 사랑해 준다면 이 비상식적 상황을 받아들이기로 하고, 옆에서 둘을 보며 스스로를 위로하던 코토노하와 진한 키스를 나눈다. 시간이 흘러 크리스마스 이브. 길을 걷던 세카이와 코토노하는 마코토에게 줄 크리스마스 선물 이야기를 즐겁게 나누고, 둘이 마코토에게 선사할 선물이 같음을 알게 되면서 마코토가 보일 반응을 기대하게 된다. 순간 하늘에선 눈이 내리기 시작하는데... PS2판의 경우엔 화면상으로 보이는 애정 행위 수준이 키스나 꽉 안는정도까지만 표현되었다. 다만, 크리스마스를 앞두고 나누는 대화 중 크리스마스 선물의 경우 PC판과 동일
안녕, 세카이(さよなら世界)
세츠나와 마코토는 세카이의 파리행을 단념 시키고자 결국 마코토의 방에서 관계를 가지는 연기를 한다. 세츠나는 이 과정을 핸드폰을 통해 세카이에게 상황 전달하게 되나 참지 못한 세카이는 전화를 끊어버리게 되고 연기는 실제로 끝까지 진행되게 된다. 그 후 세카이는 결국 어머니와 파리에 가게 되고 마코토와 세츠나, 나나미들과의 사이는 자연히 소원해진다. 이후 여자들과 적당히 노는 생활을 반복해가는 마코토. PS2판의 경우엔 관계를 가지는 연기의 수준이 키스 정도까지로 수정되었다.

### 후일담
세츠나 추가 후일담(PC판)/수박(西瓜)(PS2판)
루트에 따라 육욕(PS2판의 경우 잘못된 윤무곡), 바바로아 엔딩 뒤에 등장하게 되는 에필로그. 2학기가 지나고 그 다음해 여름. 마코토는 집에서 편안히 수박을 먹고 있던중 국제우편이 왔다는 말을 듣고 우편물의 내용을 확인하던 중 크게 경악한다. 거기에는 에펠탑을 배경으로 한 세츠나의 사진과 함께 충격적인 내용이... 그 순간 집에 울리는 벨소리. 마코토의 어머니가 문을 열자 세카이(육욕또는 잘못된 윤무곡 엔딩 뒤일 경우 코토노하)와 함께 한 소녀가 등장하고 누군지를 묻자 짧고 강하게 함께 있던 소녀는 말한다. "아내입니다. (妻です)" 참고로 PC판의 경우 제목이 따로 정해져 있지 않았지만 PS2판에서 위와 같은 제목으로 정해지게 되었다.
우행의 끝에(愚行の果てに) (PS2판 오리지널)
진행 루트에 따라〈나의 아이에게〉엔딩의 후일담으로 등장한다. 마코토의 죽음으로부터 3년이 지나, 놀이터엔 코토노하와 세카이의 아이가 놀고 있고 그 광경을 마코토의 일 이후 좋은 관계를 유지하고 있는 코토노하와 세카이의 어머니가 벤치에 앉아 지켜보고 있었다. 마코토의 일은 미안하게 생각하지만 자신은 세카이의 어머니라며 세카이를 용서해달라고 하고 아울러 세카이가 돌아온다면 어쩔거냐는 세카이 어머니의 말에 그렇게 되기전에는 모르겠다고 대답하는 코토노하. 그런저런 대화를 하는 사이 놀이터엔 부부가 된 히카리와 타이스케가 나타난다. 세카이의 어머니와 약간의 인사 정도 이야기를 나누고 히카리가 누가 누구아이인지 잘 구별이 안간다며 가볍게 이야기를 하자 재빨리 화제를 전환시키는 타이스케. 히카리가 이미 놀이터에 있던 코토노하, 세카이의 아이와 함께 놀고있던 자신들의 아이를 불러 돌아가려 하는 동안 왠지 찔려하는 타이스케에게 코토노하는 아이는 역시 서로 닮는다고 이야기한다. 사과하려는 타이스케에게 코토노하는 사과를 할려거든 마코토에게 하라며 당신은 최저라고 말한다. 그리고 이 일은 아무한테도 이야기 할 수 없으니 안심하라고 타이스케에게 말한다. 자신뿐이 아닌것 같다는 말을 덧붙이며... (세 아이의 머리스타일과 타이스케의 머리스타일을 비교해보면...세카이도 당한 건가...)

### 게임 이외의 매체판
BugBug 잡지 내 연재 소설판(베드 엔딩)
언제나처럼 방과후 셋이서 역 승강장에서 전차를 기다리고 있었다. 조심하라며 코토노하의 손을 잡는 마코토. 그리고 가까워지는 코토노하와 마코토. 한 발 뒤에 물러서있던 세카이는 외로움에 마코토를 부르고 두 번째 외침에서야 마코토는 겨우 뒤를 돌아 보지만 순간 마코토의 등이 세카이와 부딪히게 되고 밸런스를 잃어버린 마코토는 전차선 안쪽으로 떨어지게 되고 곁에 있던 코토노하도 따라 떨어지게 된다. 그 둘이 전차선에 떨어지기 전에 전차는 여지없이 둘을 덮치고... 시간이 지나 사카키학원에서는 죽을 정도로 서로 사랑하는 사이였다는 내용의 비극적인 러브스토리가 되어 마코토와 코토노하의 이야기가 퍼져나가고 있었다. 참고로 본 엔딩은 PS2판 일부 신규 엔딩의 모티브가 되기도 하였다.
TV 애니메이션판(베드 엔딩)
제정신을 찾은 코토노하와 다시 코토노하에게 맘이 돌아온 마코토. 이제 자신의 아이를 가졌을지도 모를 세카이는 단지 귀찮을 뿐이었다. 집으로 가는 도중 전차안의 마코토와 코토노하를 발견한 세카이는 마코토의 집에 찾아가 코토노하를 질책해보지만 거꾸로 코토노하에 의해 역으로 질책받아 오열하게 되고... 다음날 세카이에게 마코토로부터 코토노하가 소개해준 병원에 가서 검사를 받아보라는 내용의 문자가 오게 된다. 그 후 저녁 무렵 마코토의 집에 찾아간 세카이는 마코토가 방심한 사이 접근하여 마코토를 식칼로 마구 찔러 살해하고 만다. 그 뒤에 마코토의 집에 찾아온 코토노하. 잠시 후 자신의 집에 있던 세카이에게 학교 옥상으로 오라는 문자가 온다. 그 발신인은 다름 아닌 자신이 살해한 마코토. 옥상에 찾아간 세카이의 앞에는 코토노하가 서 있었다. 대립하는 두 사람. 당신은 거짓말을 했다는 코토노하의 말에 강하게 부정하는 세카이. 코토노하는 가방을 가리키며 직접 마코토에게 물어보라 한다. 가방을 보고 경악하는 세카이. 그 순간 자신이 직접 확인해보겠다며 코토노하는 세카이를 향해 톱을 향한다. 세카이가 뒤늦게 식칼을 꺼내보지만 코토노하에게 제압당하고 끝내 목에 톱이 베어져 그 생명을 다하는 세카이. 코토노하는 세카이의 배를 가른뒤 거짓말쟁이라며 세카이를 비난하고... 시간이 흘러 저녁놀이 지고 있는 바다에 보트가 떠있었다. 그 안에 무언가를 소중이 안고 있는 코토노하. 영원히 함께라고 가슴속 품은 무언가에 외치며 비극적인 러브 스토리는 막을 내리고 만다. 다시 비극의 사건 뒤로 시간은 흘러 마코토, 코토노하, 세카이가 없는 채로 벚꽃이 피는 계절에 새학기가 시작되었다. 모두들 아무일도 없었던 듯이 평화롭게 생활하고 있었으며, 마지막으로 옥상에 남겨진 마코토의 휴대전화를 비춰주며 이야기는 막을 내린다.
Valentine Days(후일담)
세카이, 코토노하를 비롯한 여인들의 초코렛 투하 이후 지친 상태로 교실에 돌아온 마코토에게 의외로 세츠나가 다가와 조그만 초코렛을 준다. 이에 마음이 치유되는 마코토였으나 이후 이건 부탁이라며 세츠나가 내려놓은 초거대 초코렛에 어안이 벙벙해진 마코토. 초코렛을 준 이는 다름 아닌 여장한 사와나가 타이스케였다.
코믹판(베드 엔딩)
코토노하의 세카이 살해 미수 현장에서 다친 마코토는 입원 중에 코코로의 전화를 받는다. 코코로는 언니가 피투성이가 되어 있다며 도와달라고 절규하지만 입원실에 와있던 세카이에 의해 전화가 끊긴다. 코토노하에게는 당연히 받아야 될 벌이라고 자기만 보아달라는 세카이에게 경악하는 마코토.

### 스쿨데이즈의 기본적 엔딩
스쿨데이즈는 선택지를 선택하지 않는것도 하나의 선택지로 간주된다. 스쿨데이즈에서 끝날때까지 아무 선택지도 고르지 않으면,
상단의 호감도 게이지가 중간에서 머무르다 굿엔딩 세카이 바바로아 엔딩으로 끝나게되며, 엔딩 크레딧이 끝난후 세츠나 후일담 엔딩을 볼 수 있다.

## PC판 게임 정보

### 스탭
- 기획·각본·제작총지휘 : 메이저즈 누마키치
- 캐릭터디자인·총작화감독 : 고토 쥰지
- 원화 : 나가모리 요시히로, 쿠라시마 토모야스
- 애니메이션 연출·그림 콘티 : 호시카와 타카후미
- 프로그램 : GON
- 사운드 프로듀서 : 요시다라고 하는 생물(âge)
- 사운드 제작 : âge(아쥬)
- 사운드 제작협력 : Lantis
- 음악 : KIRIKO/HIKO sound
- 음향제작 : HOBIBOX
- 스페셜 땡스 : 사이토우K(âge)
- OP무비 : 고요해지는 안 가지(静かなる中条)

### 주제가
- 오프닝곡 / 테마송：
〈Still I love you ~바라보는 것보다는 행복해~(Still I love you ~みつめるよりは幸せ~)〉
작사·노래:KIRIKO 작곡·편곡:HIKO
- 엔딩곡：
〈당신이…없어(あなたが…いない)〉
노래:쿠리바야시 미나미
- 삽입곡：
〈Let me Love you〉
작사·노래:모모이 하루코
※ 후야제의 포크댄스 장면에서 등장하는 곡
- 그랜드 엔딩곡：
  - 〈BYE-BYE TEARS〉

노래:yozuca* 작사:KIRIKO 작곡·편곡:HIKO
※ 세카이와의 해피 엔딩시 엔딩 테마
  - 〈hello, my happiness〉

노래:하시모토 미유키 작사:Rita 작곡:KIRIKO 편곡:HIKO
※ 코토노하와의 해피 엔딩시 엔딩 테마
  - 〈씨크렛 사우르스(シークレット・ザウルス)〉

노래:YURIA 작사:KIRIKO
※ 히카리(PC판만 해당) 또는 오토메와의 해피 엔딩시 엔딩 테마
  - 〈두 사람의 크리스마스(二人のクリスマス)〉

노래:rino 작사:WHITE-LIPS 작곡:Manack
※ 엔딩 시점이 크리스마스 이브일 경우의 엔딩 테마
  - 〈슬픔의 저편에(悲しみの向こうへ)〉

노래:이토우 카나코 작사·작곡:KIRIKO 편곡:HIKO
※ 베드 엔딩일 경우의 엔딩 테마

### 버그
스쿨데이즈가 사용하는 스크립팅 엔진(AVG 개발의 모체로 삼는 프로그램)에는 치명적인 버그가 있어 발매 초기 버전의 경우 패치를 설치하지 않고는 게임을 진행할 수 없으며 최신판의 패치를 설치해도 특정 부분에서 게임을 진행할 수 없는 문제가 일부 사용자들에게 보고되고 있다. 또한 지포스 6 그래픽 칩셋을 탑재한 시스템에서 진행이 원활하지 않다. 최신 패치는 Ver 1.11로 용량은 273MB의 비교적 대용량. 이 후에 발매된 리뉴얼판의 경우 기본적으로 버전이 Ver 1.11로 되어있다.

## DVD-PG판
아이체리로부터 2007년 9월 28일에 발매. 디스크는 DVD-ROM (듀얼 레이어 형식) 4매. 이용동급은 원작과 동일한 18세 이상 등급으로 그 밖의 대부분 사항도 원작인 PC판과 동일하다고 볼 수 있지만 몇 가지 차이점이 있는데 이는 다음과 같다.
- 세이브는 각 화 도중엔 불 가능하며 각 화 종료 후 3자리의 패스워드가 나타나 진행사항을 보존할 수 있도록 해준다.
- H신 회상 기능이 제공된다.
- 루트 맵이 제공된다. 단, PC판 SummerDays의 루트맵같이 루트맵을 이용한 로드 기능은 제공하지 않는다.
- 자막은 기본적으로 표시되며, 남성 보이스 소거는 불가능.

## PS2판 게임 정보
School Days L×H라는 제목으로 가이즈웨어와 레지스타(프로그램 담당)에서 개발, 겅호 웍스(구 인터채널 호론 엔터테인먼트 제1사업부)에서 배급하여 2008년 1월 17일 출시된 플레이스테이션 2용 게임 소프트.

### PC판과의 차이점
원작과는 달리 음성과 영상데이터를 모두 DVD-ROM 디스크 상에서 읽기 때문에 장면과 장면사이에 1~2초사이의 로딩이 존재한다. 그밖에 PC판 원작에 비해 비주얼 및 내용적 측면에서 달라진 점은 다음과 같다.
- 원작과 달리 게임 처음 기동시와 타이틀 화면에서 일정시간 경과시 오프닝이 재생된다. 그리고 원작이 2~3화 사이의 1기 오프닝과 4~6화 사이의 2기 오프닝으로 나뉜 것과 달리 PS2판의 경우 1기 오프닝만을 사용한다. 오프닝의 비주얼적 차이는 타이틀 로고와 성우 이름 정도.
- 성인 지향적인 장면들(성적 장면 등) 및 대사나 엔딩의 수정 및 삭제
- 신규 비주얼 신 및 PC판 엔딩의 추가 후일담 등 추가 엔딩 삽입

### 스탭
- 원작 : 오버플로우
- 음향제작 : 주식회사 아시드
- 그림 콘티/연출 : 키미야 시게루
- 총작화감독 : 고토 쥰지
- 애니메이션 제작 : TNK
- 서포트 컴퍼니 : 레지스타
- 개발 : 가이즈웨어
- 제작 : 인터채널 호론

### 주제가
주제가는 PC판과 동일. 자세한 정보는 PC판의 주제가 항목을 참조.

### 한정판 특전
PS2판의 한정판 특전으로 다음과 같은 요소가 추가되었다.
- School Days 오리지널 애니메이션 -Valentine Days-

TV 애니메이션판 스탭이 제작하는 TV 애니메이션판의 특별편. 내용은 발렌타인 데이를 시간적 배경으로 등장인물 들이 펼치는 TV판의 번외편 이야기.
- 라디오 School Days 출장판

인터넷 라디오로 절찬 송신중인《라디오 School Days》의 PS2판 게임 소프트 구입자를 위한 특별 출장판. 게스트 등 자세한 정보는《Radio School Days》항목을 참조.

## TV 애니메이션판
TNK 제작으로 2007년 7월 3일부터 일본에서 심야시간대에 방영하였다. 원작을 바탕으로 한 작품이었지만 원작을 뛰어넘는 과격한 전개와 최종화를 앞두고 벌어진 방영중단 사태 등 최종적으로는 여러모로 화제를 몰고 온 작품이 되었다.
한편, 본편과 더불어 PS2판《School Days L×H》한정판 특전으로서 본편의 특별편이 제작되었다.

### 스탭
- 원작 : 오버플로우
- 감독 : 모토나가 케이타로
- 기획 : 이노우에 슌지
- 시리즈 구성 : 우에즈 마코토
- 캐릭터디자인·총작화감독 : 고토 쥰지
- 음악 : 오오쿠바 카오루
- 음악제작 : 진난 스튜디오
- 프로듀서 : 이토 마코토
- 기획협력·애니메이션 제작 : TNK
- 제작 : School Days 제작위원회(마벨러스 엔터테인먼트·에이벡스 엔터테인먼트·Lantis·포니캐년 엔터프라이즈)

### 주제가
CooRie를 제외한 모든 보컬의 경우 PC판 원작에 참여했던 뮤지션들이 그대로 투입되었다. 곡의 경우 오프닝 테마 및 엔딩 테마1~6은 애니메이션 오리지널 곡이며, 엔딩테마7은 PC판 엔딩의 리믹스 버전으로 애니메이션 오프닝 싱글 및 애니메이션 엔딩 앨범에 수록되어 있다. 엔딩테마8~9는 PC판의 오프닝곡과 그랜드 엔딩곡을 그대로 사용하였으며 PC판 보컬 앨범에 수록되어 있다. 참고로 오프닝을 담당한 유닛 DeviceHigh는 KIRIKO/HIKO Sound의 전연령 계열에서의 유닛명으로 사실상 원작 PC판과 애니메이션의 오프닝 보컬도 동일하다.
오프닝 테마〈이노센트 블루(イノセント・ブルー)〉（2화~11화, 특별편）
노래:DeviceHigh 작사:REM
엔딩 테마1〈거짓말쟁이(ウソツキ)〉（1화·8화）
노래:CooRie 작사·작곡:rino
엔딩 테마2〈사랑의 조각(愛のカケラ)〉（2화）
노래:하시모토 미유키
엔딩 테마3〈왈츠(ワルツ)〉（3화·11화）
작사·노래:이토우 카나코
엔딩 테마4〈기억의 바다(記憶の海)〉（4화·7화）
작사·노래:yozuca* 작곡·편곡:오카 나오키
엔딩 테마5〈Look at me〉（5화）
작사·작곡·노래:YURIA 편곡:chokix
엔딩 테마6〈눈물의 이유(涙の理由)〉（6화·10화）
노래:쿠리바야시 미나미
엔딩 테마7〈당신이…없어 -remix ver.-(あなたが…いない -remix ver.-)〉（9화）
노래:쿠리바야시 미나미
엔딩 테마8〈Still I love you ~바라보는 것보다는 행복해~(Still I love you ~みつめるよりは幸せ~)〉（12화）
작사·노래:KIRIKO 작곡·편곡:HIKO
엔딩 테마9〈hello, my happiness〉（특별편）
노래:하시모토 미유키 작사:Rita 작곡:KIRIKO 편곡:HIKO

### 삽입곡
모든 보컬의 경우 PC판 원작에 참여했던 뮤지션들이 그대로 투입되었다. 곡의 경우 삽입곡 1~2, 6은 애니메이션 엔딩 테마로 쓰인 곡으로 오리지널 곡이며 애니메이션 엔딩 앨범에 수록되어 있다. 삽입곡3은 PC판 삽입곡의 리믹스 버전으로 역시 애니메이션 엔딩 앨범에 수록되어 있다. 삽입곡 4~5의 경우 PC판의 그랜드 엔딩곡으로 PC판 보컬 앨범에 수록되어 있다.
삽입곡1〈눈물의 이유(涙の理由)〉（5화·11화）
노래:쿠리바야시 미나미
삽입곡2〈기억의 바다(記憶の海)〉（6화）
노래:yozuca*
삽입곡3〈Let me Love you -remix ver.-〉（9화）
작사·노래:모모이 하루코
삽입곡4〈두 사람의 크리스마스(二人のクリスマス)〉（11화·12화）
노래:rino 작사:WHITE-LIPS 작곡:Manack
삽입곡5〈슬픔의 저편에(悲しみの向こうへ)〉（12화）
노래:이토우 카나코 작사·작곡:KIRIKO 편곡:HIKO
삽입곡6〈Look at me〉（특별편）
작사·작곡·노래:YURIA 편곡:chokix

### 각화 제목
각화의 제목은 PC 게임과 동일하게 애니메이션 부분이 끝나고 등장한다.
1화:고백(告白)
2화:두 사람의 거리(二人の距離)
3화:엇갈리는 마음(すれ違う想い)
4화:무구(無垢)
5화:파문(波紋)
6화:밝혀져버린 관계(明かされた関係)
7화:전야제(前夜祭)
8화:학원제(学祭)
9화:후야제(後夜祭)
10화:마음과 몸(心と体)
11화:모두의 마코토(みんなの誠)
12화:스쿨데이즈(スクールデイズ)
특별편:발렌타인 데이즈(Valentine Days)
특별편:매지컬 코코로(MAgical Kokoro)

### 라디오
《Radio School Days》
애니메이션 방영에 맞춰, 2007년 6월 26일부터 Lantis(란티스 웹라디오)와 온센에서 송신되었다. MC는 사이온지 세카이역의 카와라기 시호와 카츠라 코토노하역의 오카지마 타에.

### 최종화의 방영중단 사태와 '나이스 보트'
2007년 9월 18일, 원래 최종화를 방영할 예정이던 공중파 방송사 전체(지바 TV 제외)에서 최종화의 방영을 취소하는 사태가 벌어졌다. 이는 방영 당일 교토에서 여고생이 자신의 아버지를 도끼로 살해한 사건이 발생하여, 비슷한 내용의 애니메이션이 방송되는 것이 좋지 않다는 방송사의 판단에 의한 것이었다.(단 유료 채널인 AT-X에서는 일부 수정판을 1주일 후 방영하였다.)
사건 발생후 최초로 최종화를 방영하게 되었던 TV 가나가와는 방영 방송 예정시각에 스쿨데이즈 오프닝 영상을 정상적으로 송출한 후 유럽의 풍경을 다룬 다큐멘터리를 내보냈다. 이 사건으로 인해 TV 가나가와는 오프닝을 보고 방영 결정인 줄 알고 채널을 고정했던 팬들에게서 '방송사가 시청자를 상대로 낚시를 한다'는 빈축을 샀다.
한편 4챈에 올라온 이 영상의 캡처 파일에 대해 누군가가 "Nice Boat.(멋진 보트구먼.)"라는 코멘트를 단 것이 계기가 되고, AT-X의 12화 영상과 TV 카나가와의 대체영상을 편집해 만든 매드무비 〈나이스 보트(Nice Boat)〉가 인기를 끌면서 '나이스 보트'라는 말이 애니메이션 팬들 사이에서 이 사건 또는 스쿨데이즈 자체를 일컫는 은어 혹은 유행어가 되었다.

### 애니메이션에는 나오지 않는 게임에서만의 배경 설정
- 세카이가 마코토를 알게 된 것은 마코토가 세츠나를 구해준 이후부터이지만 말을 걸기 시작한 것은 2학기 첫 날. 세카이의 입장에서는 마코토에게 작업을 시작하려던 첫 날에 마코토의 배경화면을 보고 쇼크.
- 세카이의 휴대전화 배경화면은 마코토의 사진.
- 코토노하의 아버지는 사무라이 집안. 그렇기에 집안의 장녀인 코토노하도 검술이 상당함. 그렇지만 대인기피증과 같은 이유로 사람에겐 검술을 쓰지 못함.

## OVA판
《School Days OVA스페셜 ~매지컬하트☆코코로(マジカルハート☆こころちゃん)》란 타이틀로 발매.
게임 또는 TV 애니메이션의 캐릭터들이 패러랠 월드에서 펼쳐는 이야기. 처음 기획은 2007년 4월 1일, 오버플로우에서 만우절 기획으로 홈페이지에 공개한 1~2분 가량의 영상으로서, School Days의 미디어 믹스화에 힘입어 정식으로 OVA화가 이루어지게 되었다. 작품 내 스쿨데이즈의 엔딩 중 하나인〈선혈의 결말〉이 필살기 명으로 나온다든지〈나이스 보트〉를 네타로 써먹기도 하였다. 주요 제작 스탭의 경우 TV판 애니메이션 스탭과 동일.

### 주제가
《매지컬 하트 코코로》의 테마(《マジカルハートこころちゃん》のテーマ)
노래:매지컬 하트(아시로 메구) 작사:우에즈 마코토 작곡:오오쿠바 카오루

### OVA판 오리지널 캐릭터
매지컬 하트(카츠라 코코로) (マジカルハート(桂 心))
성우 - 아시로 메구
매지컬 워드(카츠라 코토노하) (マジカルワード(桂 言葉))
성우 - 오카지마 타에
닥터 S(키요우라 세츠나) (ドクターS(清浦 刹那))
성우 - 이모토 케이코
내레이션
성우 - 호리우치 켄유

### 상품 정보
- School Days OVA스페셜 ~매지컬하트☆코코로(マジカルハート☆こころちゃん)~
(에이벡스 · AVBA-26635<초회한정판>, AVBA-26636<통상판>)
2008년 3월 26일 발매. 초회한정판과 통상판 공통으로 TV 애니메이션의 영상특전을 포함한 30분량의 영상특전이 수록될 예정. 또한, 초회한정판에는 특전CD 2장(School Days Cafe 점내방송&라디오 School Days 출장판,〈매지컬하트☆코코로〉주제가&BGM집), 캐릭터 스탠드POP(매지컬하트☆코코로), 설정원화집 등 특전 수록.

## 코믹판
《월간 콤프 에이스》(가도카와 쇼텐)에서 VOL.007부터 2007년 11월호까지 연재. 원작은 오버플로우, 그림은 사케츠키 호마레. 단행본은 전 2권. 내용은 마코토와 세카이·코토노하의 삼각관계를 중심으로 그려가고 있으며 그런 까닭으로 서브 캐릭터에 대한 에피소드는 생략되어 있다. 또한 원작과는 달리 이야기의 시점이 1학기 시점부터 시작되는 까닭에 원작에는 없던 해수욕장 에피소드나 여름 축제 에피소드 등이 포함되어 있다.
- 단행본
  - 《School Days》 01 (카도카와 서점 · ISBN 4-04-713946-7)
2007년 7월 26일 발매. 콘프에이스 잡지 연재분 중 1편부터 5편까지 수록.
  - 《School Days》 02 (카도카와 서점 · ISBN 4-04-713965-3)
2007년 11월 26일 발매. 콘프에이스 잡지 연재분 중 6편부터 12편(완결편)까지 수록.

## 관련 상품

### 관련서적
- 무크
  - School Days 비주얼 가이드북 (JIVE · ISBN 4-86176-222-7)
원화,게임 다이제스트, 게임 공략 등 수록
  - School Days 공식 비주얼 아트웍스 (JIVE · ISBN 4-86176-263-4)
캐릭터 설정원화, 애니메이션 원화 및 제작과정 등 수록
  - SummerDays & School Days 비주얼 콜렉션 (JIVE · ISBN 4-86176-330-4)
School Days 관련 추가 공개 일러스트 및 SummerDays 관련 일러스트, 캐릭터 설정원화, 애니메이션 원화 등 수록. 전체적으론 SummerDays가 메인으로 되어있다.
  - School Days -TV Anime- 공식 가이드북 (JIVE · ISBN 4861764622 {{isbn}}의 변수 오류: 유효하지 않은 ISBN.)
TV 애니메이션판의 캐릭터 비주얼 및 설정 원화, 관련 일러스트와 더불어 각 화별로 설명 및 장면 컷 등을 수록.
  - School Days L×H 비주얼 가이드북 (JIVE · ISBN 4-86176-504-8)
PS2판 신규 이벤트컷 원화,게임 다이제스트, 게임 공략 등 수록
- 소설
  - School Days 세카이편 하베스트 노벨즈 (하베스트출판 · ISBN 4-434-06828-8)
2005년 12월 1일 발매. 원작:오버플로우, 저자:오카다 루나. 18금 작품.
  - School Days 코토노하편 하베스트 노벨즈 (하베스트출판 · ISBN 4-434-07104-1)
2006년 1월 1일 발매. 원작:오버플로우, 저자:오카다 루나. 18금 작품.
  - School Days 너와 있는, 하늘 JIVE CHARACTER NOVELS (JIVE · ISBN 4-86176-245-6)
2005년 12월 16일 발매.
  - School Days -TV Anime- 이노센트 블루 (JIVE · ISBN 4-86176-505-6)
2008년 4월 28일 발매. TV 애니메이션을 노벨라이즈한 작품.
- 코믹화 단행본
  - 앤솔로지 코믹 School Days (오조라 출판/P-mate COMICS · ISBN 4-7767-9234-6)
2005년 10월 25일 발매. School Days의 앤솔로지 코믹 단행본. 18금 작품.
  - School Days ~코토노하편~ 앤솔로지 코믹 EX (COMIC XO/XO 게임 코믹 앤솔로지 · ISBN 4-86105-477-X)
2007년 9월 25일 발매. School Days의 극중 히로인 코토노하를 주제로한 앤솔로지 코믹 단행본. 18금 작품.
  - School Days 코토노하 코믹 앤솔로지 (이치진샤/DNA MEDIA COMICS · ISBN 978-4-7580-0428-2)
2008년 2월 25일 발매. School Days의 극중 히로인 코토노하를 주제로한 앤솔로지 코믹 단행본.
- 기타
  - School Days 설정자료집 (오버플로우)
게임 내 애니메이션을 위한 캐릭터별 설정 원화를 수록. 코믹마켓 및 통판, 이벤트로만 판매된 상품으로 현재는 절판.
  - School Days 작감수정집 (오버플로우)
게임 내 애니메이션에 사용된 원화를 수록. 코믹마켓 및 통판, 이벤트로만 판매된 상품으로 현재는 절판.
  - TV 애니메이션 School Days 설정자료집 (오버플로우)
TV 애니메이션을 위한 캐릭터별 설정 원화 및 각종 설정자료를 수록. 오버플로우 통판, 애니메이트 매장 등에서 구입가능.
  - TV 애니메이션 School Days 고토 쥰지 작감수정집 세카이편 (오버플로우)
TV 애니메이션을 위해 사용된 고토 쥰지의 작화 중 세카이와 세츠나쪽을 선별하여 수록. 총 200페이지 분량. 코믹마켓73 및 통판으로만 판매된 상품.
  - TV 애니메이션 School Days 고토 쥰지 작감수정집 코토노하편 (오버플로우)
TV 애니메이션을 위해 사용된 고토 쥰지의 작화 중 코토노하와 코코로쪽을 선별하여 수록. 총 200페이지 분량. 코믹마켓73 및 통판으로만 판매된 상품.
  - TV 애니메이션 School Days 고토 쥰지 작감수정집 스페셜BOX (오버플로우)
TV 애니메이션을 위해 사용된 고토 쥰지의 작화를 집대성. TV 애니메이션 School Days 고토 쥰지 작감수정집 세카이편과 코토노하편 외에도 스페셜BOX만의 64페이지 분량의 서브캐릭터편을 추가하여 전용 패키지에 수록한 아이템. 코믹마켓73 및 통판으로만 판매된 상품.

### CD
- 게임 관련
  - School Days 보컬 앨범 (Lantis · LACA-5370)
미소녀 게임계열에서 각종 주제가를 당담한 호화 가수진들이 부른 오프닝·엔딩·삽입곡을 수록한 음반
  - School Days 오리지널 사운드 트랙 (Lantis · LACA-5414)
음악담당 KIRIKO/HIKO sound. 게임내 사용된 BGM 및 오프닝/엔딩 테마의 게임버전 수록.
  - School Days Drama CD Little Promise (HOBiRECORDS · HBDC-023)
세카이와 세츠나의 어린 시절의 이야기를 그린 Drama CD.
- 애니메이션 관련
  - 이노센트 블루/DeviceHigh (Lantis · LACM-4388)
TV 애니메이션판의 주제가와 커플링곡 Dancin' JOKER를 수록한 싱글 음반.
  - School Days Drama CD Vol.1 - 비·밀의 화원(ヒ・ミ・ツの花園) (Lantis · LACA-5672)
TV 애니메이션 School Days의 첫 번째 오리지널 드라마 CD.
  - School Days Ending Theme+ (Lantis · LACA-5677)
원작 게임과 마찬가지로 미소녀 게임계열에서 각종 주제가를 당담한 호화 가수진들이 부른 TV 애니메이션판의 엔딩 테마 들을 수록한 음반.
  - TV 애니메이션 School Days 오리지널 사운드 트랙 (Lantis · LACA-5690)
네기마, 스트로베리 패닉, Sola등 수많은 애니메이션, 게임 주제가의 작편곡을 맡은 오오쿠보 카오루씨가 처음으로 담당한 애니메이션 BGM을 수록한 음반.
  - School Days Drama CD Vol.2 - 사랑의 노·하·우(恋のノ・ウ・ハ・ウ) (Lantis · LACA-5702)
TV 애니메이션 School Days의 두 번째 오리지널 드라마 CD.

### DVD
- 게임 관련
  - School Days SECRET LIVE DVD (HOBiRECORDS · WADV-001)
School Days PC게임 발매후 추첨으로 일부 유저들만 감상할 수 있던 스쿨데이즈 시크릿 라이브의 라이브 DVD. 호화 가수진들의 테마송들을 라이브로 감상할 수 있다.
- TV 애니메이션 DVD
전 6권. 각 권 공통적으로 초회한정판과 통상판으로 나뉘어 출시되며 초회한정판에는 특전CD 《라디오 School Days 출장판》,캐릭터 스탠드POP 등 특전이 수록된다. DVD 수록판의 경우 TV 방영판에 비해 자잘한 수정사항이 있으며 특히, 6권의 경우 심의 상 상당한 수정이 가해진 TV판의 최종화에 비해 DVD에선 무수정의 디렉터스컷판이 수록되었다. 그런 까닭으로 인해 6권에만 예외적으로 폭력신과 그로테스크한 표현에 대한 경고씰이 패키지 포장에 붙어있다. 품번은 초회한정판, 통상판의 순으로 기입.
  - School Days 01 (에이벡스 · AVBA-26488/B, AVBA-26495/P)
2007년 9월 26일 발매. 1~2화 수록. 초회한정판 동봉 캐릭터 스탠드POP의 캐릭터는 코토노하.
  - School Days 02 (에이벡스 · AVBA-26489/B, AVBA-26496)
2007년 10월 31일 발매. 3~4화 수록. 초회한정판 동봉 캐릭터 스탠드POP의 캐릭터는 세카이.
  - School Days 03 (에이벡스 · AVBA-26490/B, AVBA-26497)
2007년 11월 28일 발매. 5~6화 수록. 초회한정판 동봉 캐릭터 스탠드POP의 캐릭터는 세츠나.
  - School Days 04 (에이벡스 · AVBA-26491/B, AVBA-26498)
2007년 12월 19일 발매. 7~8화 수록. 초회한정판 동봉 캐릭터 스탠드POP의 캐릭터는 히카리.
  - School Days 05 (에이벡스 · AVBA-26492/B, AVBA-26499)
2008년 1월 30일 발매. 9~10화 수록. 초회한정판 동봉 캐릭터 스탠드POP의 캐릭터는 나나미.
  - School Days 06 (에이벡스 · AVBA-26492/B, AVBA-26499)
2008년 2월 27일 발매. 11~12화 수록. 초회한정판 동봉 캐릭터 스탠드POP의 캐릭터는 오토메.

## 같이 보기
- 오버플로우 (브랜드)
- 라디오 스쿨데이즈
- 섬머데이즈
- 크로스데이즈
- 고토 준지
- 섬머 라딧슈 베케이션!!